# René Arcos
René Arcos (* 16. September 1881 in Clichy; † 13. Juli 1959 in Neuilly-sur-Seine) war ein französischer Schriftsteller.

## Leben und Werk
René Arcos studierte an der École nationale des arts décoratifs und an der Sorbonne. Zwischen Kunst und Literatur entschied er sich für ein Literatenleben und veröffentlichte 1903 seinen ersten Gedichtband. 1906 gründete er zusammen mit Georges Duhamel, Jules Romains, Charles Vildrac, Luc Durtain, Georges Chennevière und Albert Gleizes den Künstlerkreis der Abbaye de Créteil (Abtei-Gruppe), der Anfang 1908 aufgegeben werden musste. Arcos hielt Vorträge über zeitgenössische Dichtung in mehreren Städten Europas und des Vorderen Orients. Während des Ersten Weltkriegs war er (als vom Kriegsdienst Freigestellter) Kriegsberichterstatter, dann Schweiz-Korrespondent der Zeitung Chicago Daily News. In Thun traf er am 13. August 1915 Romain Rolland, dem er später ein Buch widmen sollte. Am 27. November 1915 outete er sich als (sozialistischer und internationalistischer) Pazifist und stand künftig unter Überwachung der Staatsorgane. Am 26. Juni 1919 unterzeichnete er in der Zeitung L’Humanité Romain Rollands Déclaration de l’indépendance de l’Esprit („Unabhängigkeitserklärung des Geistes“).
1918 gründete er in Genf zusammen mit Frans Masereel den Verlag Éditions du Sablier und verlegte Rollands Liluli, eigene Gedichte gegen den Krieg (Le Sang des autres „Das Blut der Anderen“) sowie eine Anthologie von Anti-Kriegsgedichten (Les Poètes contre la guerre „Dichter gegen den Krieg“). 1923 gründete er zusammen mit Paul Colin (1895–1943) die Zeitschrift Europe, leitete sie bis 1929 und war anschließend im Herausgebergremium. 1947 verlor er seinen einzigen Sohn, 1948 seine Frau. Er starb 1959 im Alter von 77 Jahren.
In Créteil ist eine Straße nach ihm benannt.

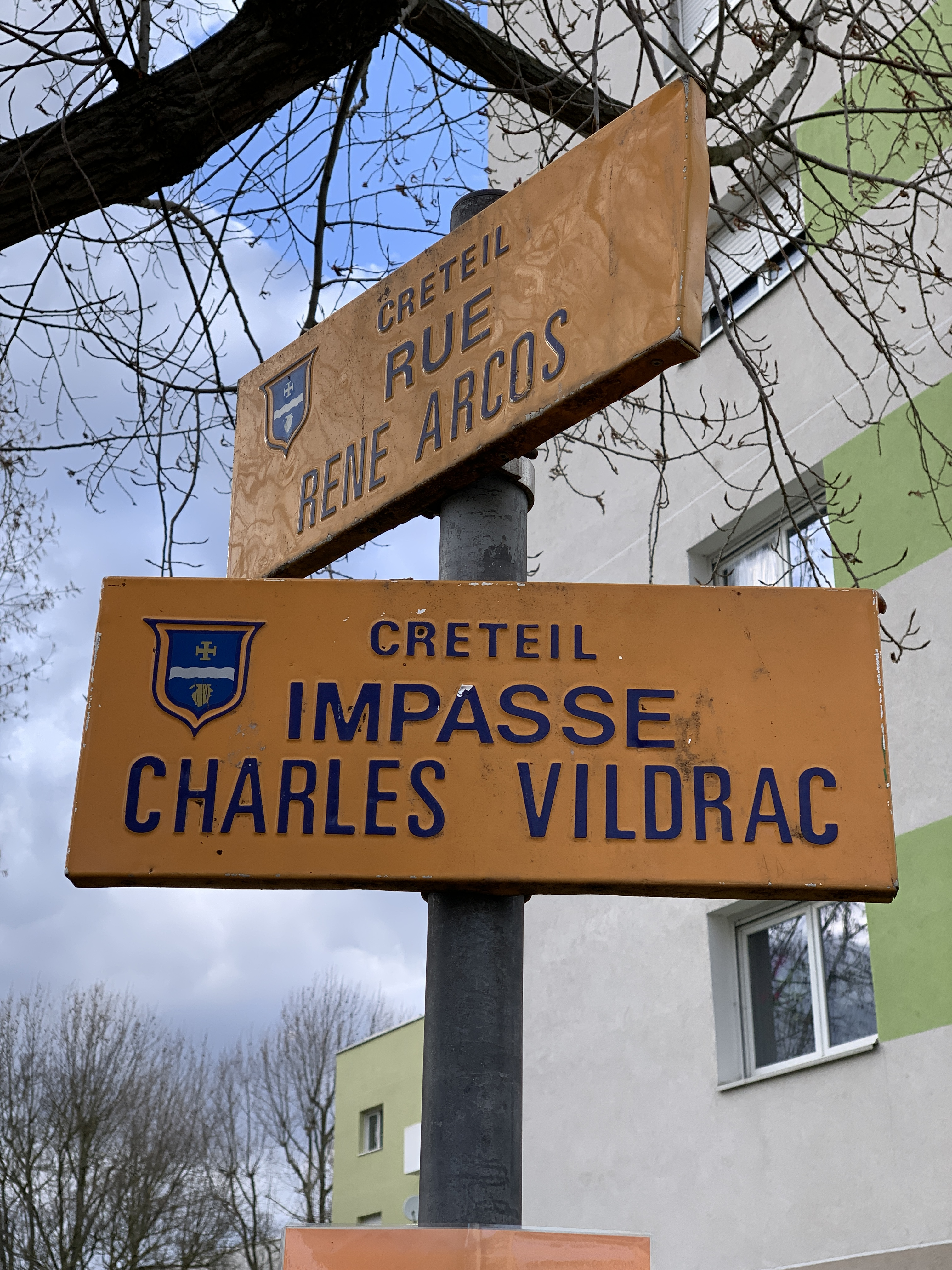
Straßenschild René Arcos in Créteil

## Werke

### Lyrik
- L’Ame essentielle. 1898–1902. Maison des poètes, Paris 1903.
- La tragédie des espaces. Éditions de l’Abbaye, Paris 1906.
- Ce qui naît, poème. Figuière, Paris 1910.
- Le sang des autres. Poèmes, 1914–1917. Sablier, Paris 1919.

### Prosa
- Le Bien commun. Récits. Sablier, Paris 1919.
  - (deutsch) Das Gemeinsame. Insel, Leipzig 1920. (übertragen von Friderike Maria Zweig).
- Pays du soir. Sablier, Paris 1920.
  - (deutsch) Abendland. Reiss, Berlin 1920.
- Caserne. Rieder, Paris 1921.
- Autrui. Rieder, Paris 1926. Sablier, Paris 1939.
- Médard de Paris. Tablier, Paris 1929.
  - (deutsch) Medardus. Insel, Leipzig 1930. (übertragen von Friderike Maria Zweig)
- Le Mal. 1914–1917. Éditions d’Action sociale, La-Chaux-de-Fonds 1918.
- De source. Sablier, Paris 1948.

### Weitere Werke
- L’Ile perdue, poème dramatique. Mercure de France, Paris 1913.
- Romain Rolland. Mercure de France, Paris 1950.